# Indiciaire
Un indiciaire est un terme désignant un chroniqueur au service de la cour de Bourgogne à la fin du XVe et au début du XVIe.

## Histoire

### Création de la charge
Au XVe siècle, les ducs de Bourgogne sont en désaccord avec les rois de France. Pour concurrencer ces derniers, Philippe le Bon décide de valoriser la fonction de chroniqueur de la cour en la parant du titre d'indiciaire et en dotant cette charge d'une forte rémunération. La cour de Bourgogne à cette époque rivalisait largement avec la cour du roi de France tant par sa puissance que sa richesse. Le duc nomme comme premier indiciaire à sa cour Georges Chastelain en 1455. Au départ le titre d'indiciaire n'est utilisé que dans les milieux de cour, il ne se propagera plus largement qu'en 1507 lors de la nomination de Jean Lemaire de Belges.

### Le rôle d'indiciaire
Comme les chroniqueurs de la cour de France, l'indiciaire rédige l'histoire et les hauts-faits du duc auquel il est attaché. Cette relation induit souvent une absence d’objectivité de la part de l'indiciaire à l'égard de son maitre.

## Indiciaires notables
Les trois premiers indiciaires nommés par les ducs de Bourgogne sont les plus renommés.

### Georges Chastelain
Georges Chastelain (1405-1475), indiciaire à la cour de Bourgogne, est nommé en 1455 par le duc Philippe le Bon. Auparavant, il sert dans l'armée du duc de Bourgogne jusqu'à la signature du traité d'Arras en 1435. Il se met alors au service du roi de France Charles VII pour le compte duquel il voyagera beaucoup. En 1446, il revient au service du duc de Bourgogne et effectue plusieurs missions diplomatiques pour celui-ci. À la mort de ce dernier en 1467, son fils Charles le Téméraire le confirme dans ses fonctions.

### Jean Molinet
Jean Molinet (1435-1507), indiciaire en 1475 nommé par Charles le Téméraire. Il entre à la cour de Bourgogne en 1463 en tant que secrétaire de Georges Chastelain. Il reste indiciaire sous les règnes de Marie et de Philippe Ier de Castille, dit le Beau. Il est considéré comme le maitre de l'école bourguignonne de poésie.

### Jean Lemaire de Belges
Jean Lemaire de Belges (1473-1524), indiciaire à la cour de Bourgogne en 1507  jusqu'à sa révocation par Marguerite d'Autriche en 1512. À la suite de quoi il se met au service du roi de France Louis XII pour lequel il effectue plusieurs missions diplomatiques. Il est formé par son oncle, Jean Molinet.

### Successeurs
En 1512, deux indiciaires de moindre renom lui ont succédé : Remy du Puys et Julien Fossetier indiciaire de Charles d'Autriche.
De 1530 à 1532, Heinrich Cornelius Agrippa de Nettesheim sera brièvement indiciaire.